# Aardbeving Gujarat 2001
Op 26 januari 2001 om 8:46 lokale tijd werd de Indiase staat Gujarat getroffen door een aardbeving van 7,7 op de schaal van Richter. Het epicentrum lag 9 kilometer ten zuidwesten van het dorpje Chobari. Er vielen meer dan 20.000 doden, ongeveer 167.000 mensen raakten gewond en bijna 400.000 gebouwen werden verwoest.